# Tom Albrecht
Tom Albrecht (* 9. Juni 1980 in Haan; eigentlich Thomas Alexander Albrecht) ist ein deutscher Sänger, Songwriter und Musiker.

## Leben und Karriere
Albrecht erhielt ab dem sechsten Lebensjahr Klavierunterricht. 1994 gründete er gemeinsam mit Dior da Silva die Hip-Hop-Band Wise Economicxs.
Mit seiner Debütsingle Wir sind eins erreichte Albrecht im August 2003 die deutschen Charts. Im November 2003 erschien unter dem Titel Sing sein erstes Soloalbum. Schon vor dessen Veröffentlichung machte er im Vorprogramm von Pur auf sich aufmerksam.
2004 wurde Albrecht mit dem Nachwuchs-Förderpreis der Goldenen Stimmgabel ausgezeichnet.
Im November 2005 kam Albrechts zweites Album Radio Tom auf den Markt und er trat auf der Schwarz-Weiß-Tour von Christina Stürmer im Vorprogramm auf.
Als Teil der Autorengruppe 3typen, zu der erneut auch Dior da Silva gehörte, schrieb er für das Christina-Stürmer-Album Lebe Lauter den gleichnamigen Titelsong sowie Scherbenmeer, Seite 1 und Revolution. Scherbenmeer wurde im März 2007 als Single ausgekoppelt.
Der 2007 erschienene Song Ich sehe was, was Du nicht siehst von 3typen, gesungen von Senta-Sofia, wurde zum Titelsong der Endemol-Produktion Big Brother, Staffel 7.
Im Jahr 2016 veröffentlichte Albrecht mit der Münsteraner Sängerin Sarah Bühler unter dem Bandnamen Soolo ein Album mit dem Titel Tage aus Licht.

## Diskografie
Alben
- Sing (2003)
- Radio Tom (2005)

Singles
- Wir sind eins
- Sing
- Heimspiel
- Schönen Tag

## Songwriting
- The Game (2005, Mac and Rekorder)
- Scherbenmeer (2006, Christina Stürmer, Album: Lebe lauter)
- Seite Eins (2006, Christina Stürmer, Album: Lebe lauter)
- Revolution (2006, Christina Stürmer, Album: Lebe lauter)
- Lebe lauter (2006, Christina Stürmer, Album: Lebe lauter)
- Ich sehe was, was du nicht siehst (2007, Senta-Sofia)
- Das Gegenteil von Liebe (2007, Jörn Schlönvoigt)
- Paradies (2007, Bernstein)
- In Your Arms (2008, Stanfour)
- Wenn Du fliegst (2008, Ina Müller, Album: Liebe macht taub)
- Alleinesein, Vorbei, Walter, (2008, Peter Heppner)
- Ich selbst zu sein, 24 Reasons (2008, Nevio Passaro, Album: Due)
- Julia (2008, Basta, Album: Wir sind wie wir sind)
- So und nicht anders (2009, Dennis Lisk)
- Im Kreis (2009, Christina Stürmer, Album: In dieser Stadt)
- Zehn-Meter-Brett und Starschnitt (2009, Thomas Godoj, Album: Richtung G)
- Tag für Sieger (2010, Bela B. Album: Teufelskicker (Original Soundtrack))
- Für nichts auf dieser Welt (2011, Roger Cicero, Offizieller deutscher Song zur Fussball-EM 2012, Album: In diesem Moment)
- Dunkelheit zu Licht und Sieben Leben (2011, Roger Cicero, Album: In diesem Moment)
- Mädchen im Regen (2011, Luttenberger und Klug, Album: Mädchen im Regen)
- Moving Mountains (2011, Till Brönner, Album: At the end of the day)
- Weltbewegend (2013, Christina Stürmer, Album: Ich hör auf mein Herz)
- Heimkehren (2013, Puhdys, Album: Heilige Nächte)
- Herr Kaiser, Schuld war nur Dein Oliba, Gibts das auch in groß, Mein Mann der Wal, Sparen, I love Schwiegermutter, Zwei Minuten, Die erste und die letzte, Irgendwie so anders, Tränen lügen doch, die Schöne und das Lied, Hollywood, Zwei Minuten, Mach ma endlich jemand Sommer (2013, Barbara Schöneberger, Album: Bekannt aus Funk und Fernsehen)
- Wenn es morgen schon zu Ende wär (2014, Roger Cicero, Album: Was immer auch kommt)
- Was wirklich bleibt, Meer seh’n (2015, Christina Stürmer, Album: Gestern, Heute)
- Brandneu, Spielerfrau, Richtig, Spielt mich, wenn ich tot bin, Fall mir in den Rücken, Mio Padre, Altes Eisen, Mission, Sich in den Arm zu nehmen (2015, Wolfgang Petry, Album: Brandneu)
- Caramel (2015, Charley Ann, Album: To your bones)
- Tragflächen, Zeppelinherz, Tanzen (2016, Christina Stürmer, Album: Seite an Seite)
- Parkplatz (2017, Mary Roose, Album: Ab jetzt nur noch Zugaben)
- Wir machens nochmal, Total verrückt, Leonie (2018, Wolfgang Petry, Album: Genau jetzt!)
- Jeder unserer Träume, Du bist perfekt (2018, Christina Stürmer, Album: Überall zu Hause)
- Ein Teil von mir (2020, Gil Ofarim, Album: Alles auf Hoffnung)
- Auf Dein Leben, Von Vorne, Magisch (2021, Wolfgang Petry, Album: Auf das Leben)
- Das war‘s… Noch nicht (2022, Michelle, Album: Das war‘s… Noch nicht)
- Gegengift, Lost Places (2022, Daniele Puccia)